# Heinrich Flinsch
Heinrich Karl Ferdinand Gottlob Flinsch (* 2. Juli 1839 in Frankfurt am Main; † 20. Januar 1921 ebenda) war ein deutscher Papierfabrikant und Abgeordneter (Deutsche Freisinnige Partei, Deutsche Fortschrittspartei).

## Leben
Flinsch war der Sohn des Papierhändlers Heinrich Friedrich Gottlob Flinsch (1802–1865) und dessen Ehefrau Ernestine Johanna Elisabetha Eheodore Friederike geborene Heyer. Er war evangelisch-lutherischer Konfession.
Flinsch war der Inhaber galvanoplastischer Anstalten und Schriftgießereien in Frankfurt am Main und St. Petersburg sowie Eigentümer einer Papierfabrik in Freiburg im Breisgau. Von 1869 bis 1871 war er Mitglied der Frankfurter Handelskammer. Er gehörte dem Aufsichtsrat des Frankfurter Hypotheken-Kredit-Vereins an. Daneben war er in einer Vielzahl von Verbänden tätig. Er war von 1904 bis 1910 Vorsitzender des Handelsvertrags-Vereins, Vorsitzender der Vereinigung der Schriftgießerei-Besitzer Deutschlands und des Deutsch-Französischen Wirtschaftsvereins, Mitglied des Großen Ausschusses des Bundes der Industriellen und Mitglied des konstituierenden Präsidiums des Hansa-Bundes.

## Politik
Flinsch war von 1867 bis 1868 Stadtverordneter in Frankfurt am Main. Zwischen 1890 und 1915 wirkte er als ehrenamtlicher Stadtrat in Frankfurt am Main und war dort vor allem auf sozialem Gebiet und im Stiftungswesen tätig. 
In den Jahren 1872 bis 1873 und von 1882 bis 1888 war er Mitglied des Preußischen Abgeordnetenhauses für den Wahlkreis Wiesbaden 1 (Stadtkreis Frankfurt am Main) und die Deutsche Fortschrittspartei bzw. Deutschfreisinnige Partei. Bei der Reichstagswahl 1878 kandidierte er erfolglos im Reichstagswahlkreis Regierungsbezirk Wiesbaden 1.